# Tour La Provence 2016
Die 1. Tour La Provence 2016 ist ein Etappenrennen in Frankreich und fand vom 23. bis zum 25. Februar 2016 in der südfranzösischen Region Provence statt. Dieses Rennen war Teil der UCI Europe Tour 2016 und war dort in der UCI-Kategorie 2.1 eingestuft.

## Teilnehmende Mannschaften
| WorldTeams (6)- AG2R La Mondiale - BMC Racing Team - Cannondale - Etixx-Quick Step - FDJ - Katusha Professional Continental Teams (6)- Androni Giocattoli-Sidermec - Cofidis, Solutions Crédits - Delko-Marseille Provence-KTM - Direct Énergie - Fortuneo-Vital Concept - Wanty-Groupe Gobert Continental Teams (5)- Armée de terre - HP BTP-Auber 93 - Roubaix Métropole européenne de Lille - Verandas Willems - Wallonie Bruxelles-Group Protect Nationalmannschaft- Frankreich U23 |
| |

## Etappen
| Etappe    | Datum    | Etappenorte           | type            | Länge (km) | Etappensieger     | Gesamtführender |
| --------- | -------- | --------------------- | --------------- | ---------- | ----------------- | --------------- |
| 1. Etappe | 23. Feb. | Aubagne – Cassis      | Hügelige Etappe | 169        | Thomas Voeckler   | Thomas Voeckler |
| 2. Etappe | 24. Feb. | Miramas – Istres      | Hügelige Etappe | 185        | Davide Martinelli | Thomas Voeckler |
| 3. Etappe | 25. Feb. | La Ciotat – Marseille | Hügelige Etappe | 173        | Fernando Gaviria  | Thomas Voeckler |

## Wertungsübersicht
| Etappe         | Etappensieger     | Gesamtwertung   | Punktewertung    | Bergwertung       | Nachwuchswertung | Bester "Provencer" | Teamwertung      | Aktivster Fahrer |
| -------------- | ----------------- | --------------- | ---------------- | ----------------- | ---------------- | ------------------ | ---------------- | ---------------- |
| 1              | Thomas Voeckler   | Thomas Voeckler | Thomas Voeckler  | Julien Antomarchi | Petr Vakoč       | Julien El Fares    | Etixx-Quick Step | JC Peraud        |
| 2              | Davide Martinelli | Thomas Voeckler | Thomas Voeckler  | Rémy Di Grégorio  | Petr Vakoč       | Julien El Fares    | Etixx-Quick Step | Yoann Bagot      |
| 3              | Fernando Gaviria  | Thomas Voeckler | Fernando Gaviria | Rémy Di Grégorio  | Petr Vakoč       | Maxime Bouet       | Etixx-Quick Step | Loïc Chetout     |
| Wertungssieger | Wertungssieger    | Thomas Voeckler | Fernando Gaviria | Rémy Di Grégorio  | Petr Vakoč       | Maxime Bouet       | Etixx-Quick Step | nicht vergeben   |